# Paul Guiraud
Paul Guiraud (Cenne-Monestiés, 15 gennaio 1850 – Cenne-Monestiés, 25 febbraio 1907) è stato uno storico francese.
Guiraud insegnò storia greca presso la facoltà di Douai e Tolosa e, in seguito, fu lettore all'École normale supérieure. Nel 1906 venne nominato membro dell'Académie des sciences morales et politiques.
Tra le sue opere più conosciute vi è la biografia, pubblicata nel 1896, del suo professore Fustel de Coulanges (1830-1889), e il lavoro intitolato Vie privée et la vie publique des Grecs. Altre pubblicazioni del Guiraud sono:
- Le Différend entre César et le Sénat (59-49 av. J.-C.), (1878)
- Les Assemblées provinciales dans l'Empire romain, (1887)
- La Propriété foncière en Grèce jusqu'à la conquête romaine (, (1893)
- La Main-d'œuvre industrielle dans l'ancienne Grèce, (1900)
- Études économiques sur l'antiquité, (1905)